# Queen of the South (serial telewizyjny)
Queen of the South – amerykański serial telewizyjny (dramat akcji, thriller) wyprodukowany przez Fox 21 Television Studios  oraz Universal Cable Productions. Serial jest adaptacją powieści "Królowa Południa" autorstwa Artura Pereza-Revertego. "Queen of the South" jest emitowany od 21 czerwca 2016 roku przez USA Network

## Fabuła
Serial skupia się na losach Teresy Mendoza, której chłopak zostaje zamordowany w Meksyku. Dziewczyna musi uciekać do USA. Tam zaczyna od podstaw handel narkotykami. Jej inteligencja oraz spryt sprawiają, że dochodzi na sam szczyt.

## Obsada

### Główna
- Alice Braga jako Teresa Mendoza[2]
- Justina Machado jako Brenda[3]
- Hemky Madera jako Pote Galvez[4]
- Veronica Falcon jako Camila Vargas
- James Martinez jako Gato Fierros[5]
- Joaquim de Almeida jako Don Epifanio Vargas[6]
- Peter Gadiot jako James Valdez[7]
- Carlos Gómez jako Javier Acosta[8]
- Mark Consuelos jako Teo Aljarafe[9]
- Rafael Amaya jako Aurelio Casillas

## Odcinki
| Sezon | Sezon | Odcinki | Oryginalna emisja | Oryginalna emisja | Oryginalna emisja | Oryginalna emisja | Oryginalna emisja |
| Sezon | Sezon | Odcinki | Premiera sezonu   | Finał sezonu      | Premiera sezonu   | Finał sezonu      |                   |
| ----- | ----- | ------- | ----------------- | ----------------- | ----------------- | ----------------- | ----------------- |
|       | 1     | 13      | 23 czerwca 2016   | 15 września 2016  | 13 września 2017  | 13 września 2017  |                   |
|       | 2     | 13      | 8 czerwca 2017    | 31 sierpnia 2017  | —                 | —                 |                   |
|       | 3     | 13      | 21 czerwca 2018   | 13 września 2018  | —                 | —                 |                   |
|       | 4     | 13      | 6 czerwca 2019    | 29 sierpnia 2019  | —                 | —                 |                   |

## Produkcja
23 maja 2014 roku stacja USA Network oficjalnie zamówiła pilotażowy odcinek Queen of the South
W październiku 2014 roku Alice Braga został obsadzona w głównej roli jako Teresa Mendoza.
W listopadzie 2014 roku Justina Machadow dołączyła do serialu jako najlepsza przyjaciółka głównej bohaterki.
W grudniu 2014 roku Hemky Madera dołączył do serialu jako Pote Galvez
W styczniu 2015 roku James Martinez i Joaquim de Almeida dołączyli do obsady.
13 maja 2015 roku stacja USA Network zamówiła 13-odcinkowy, pierwszy sezon serialu Queen of the South
We wrześniu 2015 roku Peter Gadiot do serialu dołączył
W październiku 2015 roku Carlos Gomez dołączył do projektu
W styczniu 2016 roku Mark Consuelos dołączył do serialu, wcieli się w rolę Teo Aljarafe.
6 września 2016 roku stacja  USA Network ogłosiła przedłużenie serialu o drugi sezon.
11 sierpnia 2017 roku stacja  USA Network ogłosiła zamówienie trzeciego sezonu.
Na początku października 2018 roku stacja USA Network ogłosiła przedłużenie serialu o czwarty sezon.
Pod koniec sierpnia 2019 roku stacja przedłużyła serial o piąty sezon.